# Imantas Lazdinis
Imantas Lazdinis (* 9. Januar 1944 in Joniškis) ist ein litauischer Forstentomologe, Professor und ehemaliger Politiker.

## Ausbildung
Von 1950 bis 1954 lernte Imantas Lazdinis an der Grundschule Jankūnai in der Rajongemeinde Joniškis, von 1954 bis 1957 an der Schule Endriškiai bei Joniškis und von 1957 bis 1961 an der 1. Mittelschule Joniškis. Von 1961 bis 1970 absolvierte er das Diplomstudium und von 1980 bis 1986 die Aspirantur an der Landwirtschaftsakademie der Vytautas-Magnus-Universität in der Rajongemeinde Kaunas. Danach promovierte er über Kiefernrindenwanzen in Forstentomologie (zum Thema „Pušinės požievinės blakės biologiniai ypatumai ir miško ūkinė reikšmė Lietuvos pušynuose“). Lazdinis war Mitarbeiter am Institut für Forstwissenschaft in Girionys bei Kaunas. 

## Karriere
Von 1990 bis 1996 war Lazdinis stellvertretender Direktor im Nationalpark Dzūkija und von 1996 bis 1998 litauischer Umweltschutzminister und 1998 stellvertretender Umweltminister. Von 2001 bis 2002 war er stellvertretender Forstmeister von Varėna und von 2002 bis 2005 Direktor des Holzindustrie-Verbands (Lietuvos medienos pramonės įmonių asociacija), 2005 Berater des Privatwaldbesitzer-Verbands (Privačių miškų savininkų asociacija). Lazdinis leitete den Leiter des Lehrstuhls für Umweltpolitik und -Management. Später war er Professor und Leiter des Lehrstuhls für Umweltpolitik und -Management der MRU.
Lazdinis war Mitglied der Partei Lietuvos centro sąjunga.

## Familie
Lazdinis ist verheiratet. Mit seiner Frau Virginija (* 1946) hat er den Sohn Marius Lazdinis (* 1974), Beamter der Europäischen Kommission in Brüssel.